# 埃斯托皮尼扬德尔卡斯蒂略
埃斯托皮尼扬德尔卡斯蒂略，是西班牙阿拉贡自治区韦斯卡省的一个市镇。总面积89平方公里，总人口217人（2001年），人口密度2人/平方公里。